# شهرستان رپین
شهرستان رپین (به لهستانی: Rypin County) یک شهرستان در لهستان است که در استان کویافسکو-پومورسکی واقع شده‌است.

## خصوصیات
شهرستان رپین ۵۸۷٫۰۸ کیلومترمربع مساحت و ۴۴٬۳۰۶ نفر جمعیت دارد.